# 篠田涼也
篠田 涼也（しのだ りょうや、2003年12月4日 - ）は、日本の俳優。
2005年1月に赤ちゃんモデルとしてテアトルアカデミーに所属。その後チャームに所属。

## 出演作品

### テレビドラマ
- 隠蔽捜査
- ウロボロス〜この愛こそ、正義。
- 仰げば尊し（涼太）
- 夫のカノジョ（相川佑生）
- カエルの王女さま（馬場陸）
- キイナ〜不可能犯罪捜査官〜（工藤陸〈幼少〉）
- きょうは会社休みます。
- 刑事バレリーノ
- シェアハウスの恋人
- 実験刑事トトリ（市倉連）
- 島の先生（青井翼）
- 夏の恋は虹色に輝く（クラスメイト）
- ハングリー!（白山飛優馬）
- 昼顔〜平日午後3時の恋人たち〜
- ふれなばおちん（上条真樹夫）
- HERO（向井浩太）
- ほんとにあった怖い話
- 名探偵コナン 工藤新一への挑戦状（鷲見治郎〈7歳時〉）
- ワカコ酒（だし巻きたまご）
- キャスター（2025年4月13日 - 6月15日、TBSテレビ） - AD・大野信人 役　※レギュラー[2]

### 映画
- 生まれつき（ゆたか）
- 劇場版 神聖かまってちゃん ロックンロールは鳴り止まないっ
- 少年の詩（アダッチ）
- 珍遊記 -太郎とゆかいな仲間たち-（きよし）
- 鉄の子（直樹）
- バクマン。
- ピラメキ子役恋ものがたり〜子役に憧れるすべての親子のために〜（石田幸太郎）
- 僕だけがいない街（カズヤ）
- 若手映画作家育成プロジェクト んで、全部、海さ流した。（達利）

### バラエティ
- ピラメキーノ

### CM
- 味の素
- 小林製薬
- JAバンク
- J:COM
- ドール・フード・カンパニー
- 日産・セレナ
- ベネッセ
- 三ツ矢サイダー
- マクドナルド マックシェイク北海道メロン「やったことある?」篇
- USJユニ春「ほんとの僕らをはじめに行こう」編